# À l'enseigne du lion d'or
À l'enseigne du lion d'or est une ancienne boutique de marchand de vin du 10e arrondissement de Paris (France).

## Situation
La boutique occupe le rez-de-chaussée de l'immeuble qui forme l'angle de la rue Jean-Poulmarch et de la rue des Vinaigriers, dans le 10e arrondissement de Paris.
Elle fait face aux écluses des Récollets du canal Saint-Martin.
Ce site est desservi par la station de métro Jacques Bonsergent.

## Description

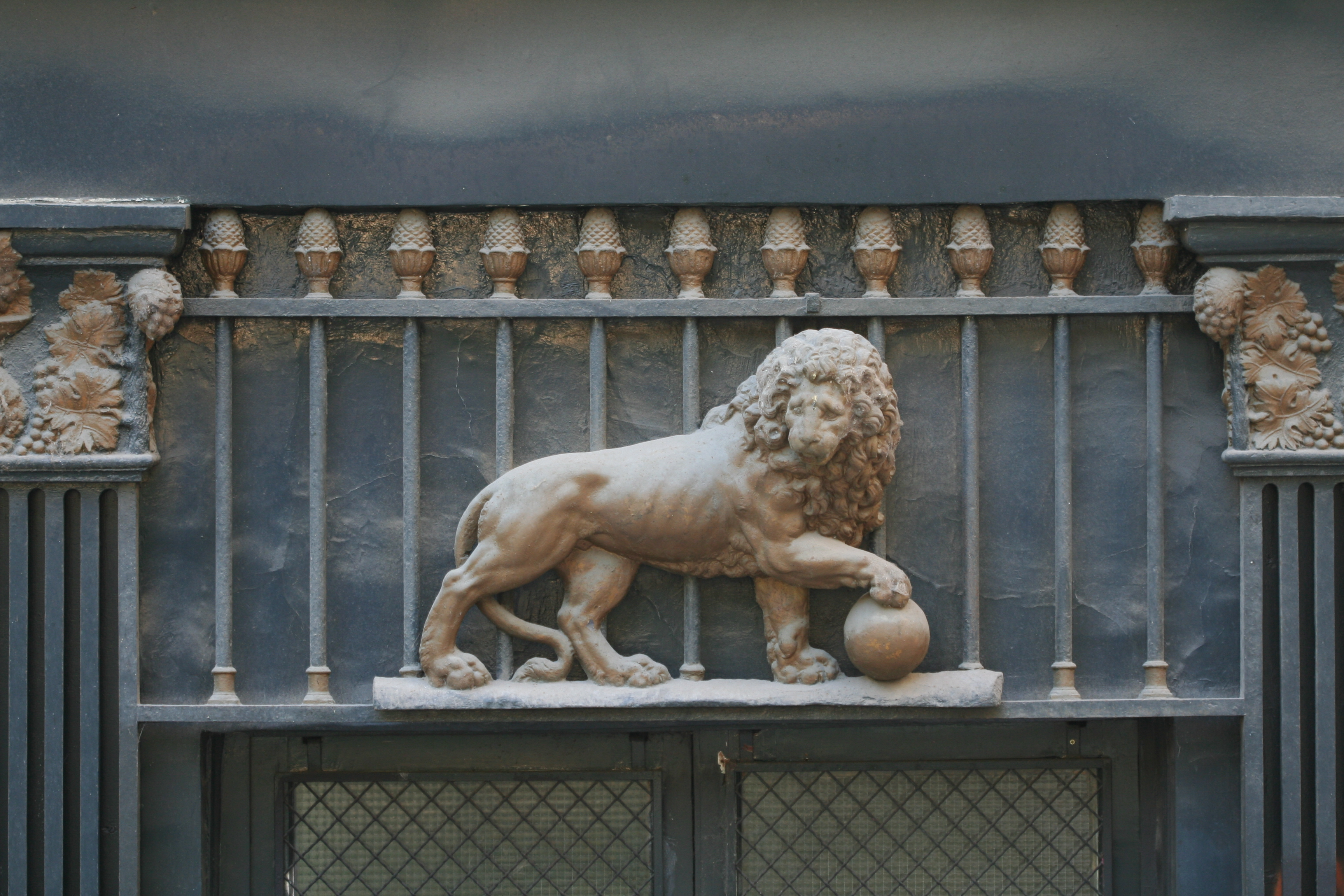
À l'enseigne du lion d’or.

La devanture est protégée d'une grille en fer forgé dont les barreaux sont couronnés par des pommes de pin dorées. L'usage de ce type de grille est courant depuis le XVIIIe siècle.
L’entrée est située sur le pan coupé et est constituée d’une porte vitrée à deux vantaux dont l’imposte est protégée par une grille à pommes de pin sur laquelle est fixée une enseigne représentant un lion Médicis doré, la patte avant droite reposant sur un globe. La porte est encadrée de pilastres dont les chapiteaux présentent un décor figuratif de têtes du dieu Bacchus et de ses attributs : grappes de raisin et feuilles de vigne.
Les éléments de décor, pommes de pin, Bacchus et ses attributs, sont associés au vin depuis l’Antiquité.

## Historique
La boutique À l'enseigne du lion d'or date du début du XIXe siècle.
La devanture fait l'objet d'une inscription au titre des monuments historiques depuis le 23 mai 1984, en même temps que d'autres boutiques parisiennes.